# مسابقات ورزش‌های آبی اروپا ۱۹۶۲
مسابقات ورزش‌های آبی اروپا ۱۹۶۲ از ۱۸ تا ۲۵ آگوست ۱۹۶۲ در شهر لایپزیگ، آلمان شرقی برگزار شده است.

## جدول مدال‌ها
میزبان 
| رتبه  | کشور               | طلا | نقره | برنز | مجموع |
| ۱     | هلند               | ۶   | ۵    | ۵    | ۱۶    |
| ۲     | آلمان شرقی         | ۵   | ۶    | ۷    | ۱۸    |
| ۳     | اتحاد جماهیر شوروی | ۴   | ۴    | ۴    | ۱۲    |
| ۴     | بریتانیای کبیر     | ۲   | ۴    | ۲    | ۸     |
| ۵     | فرانسه             | ۲   | ۱    | ۰    | ۳     |
| ۶     | مجارستان           | ۲   | ۰    | ۲    | ۴     |
| ۷     | سوئد               | ۱   | ۲    | ۲    | ۵     |
| ۸     | اتریش              | ۱   | ۰    | ۰    | ۱     |
| ۹     | اسپانیا            | ۰   | ۱    | ۰    | ۱     |
| ۱۰    | یوگسلاوی           | ۰   | ۱    | ۰    | ۱     |
| مجموع | مجموع              | ۲۳  | ۲۴   | ۲۲   | ۶۹    |